# 청주 한계리 석조비로자나불좌상
청주 한계리 석조비로자나불좌상은 충청북도 청주시 상당구에 있다. 2015년 4월 17일 청주시의 향토유적 제32호로 지정되었다.

## 개요
고려시대 불상으로 청주지역 불교사 연구에 귀중한 자료이다.